# Área natural protegida Peña Alta
El área natural protegida Peña Alta es un área protegida de México establecida en 1998. Localizada en el estado de Guanajuato, comprende 13 270 ha, 80 de las cuales se encuentran cercadas por ser administradas por un comité ejidal. Está ubicada a 12 km al oeste de la cabecera municipal de San Diego de la Unión, y que colinda al norte con los cerros El Verde y El Macho, además de la localidad El Carretón, y al sur con los cerros El Madroño, San Juan y las localidades de Buenavista del Cubo y Las Cabras.

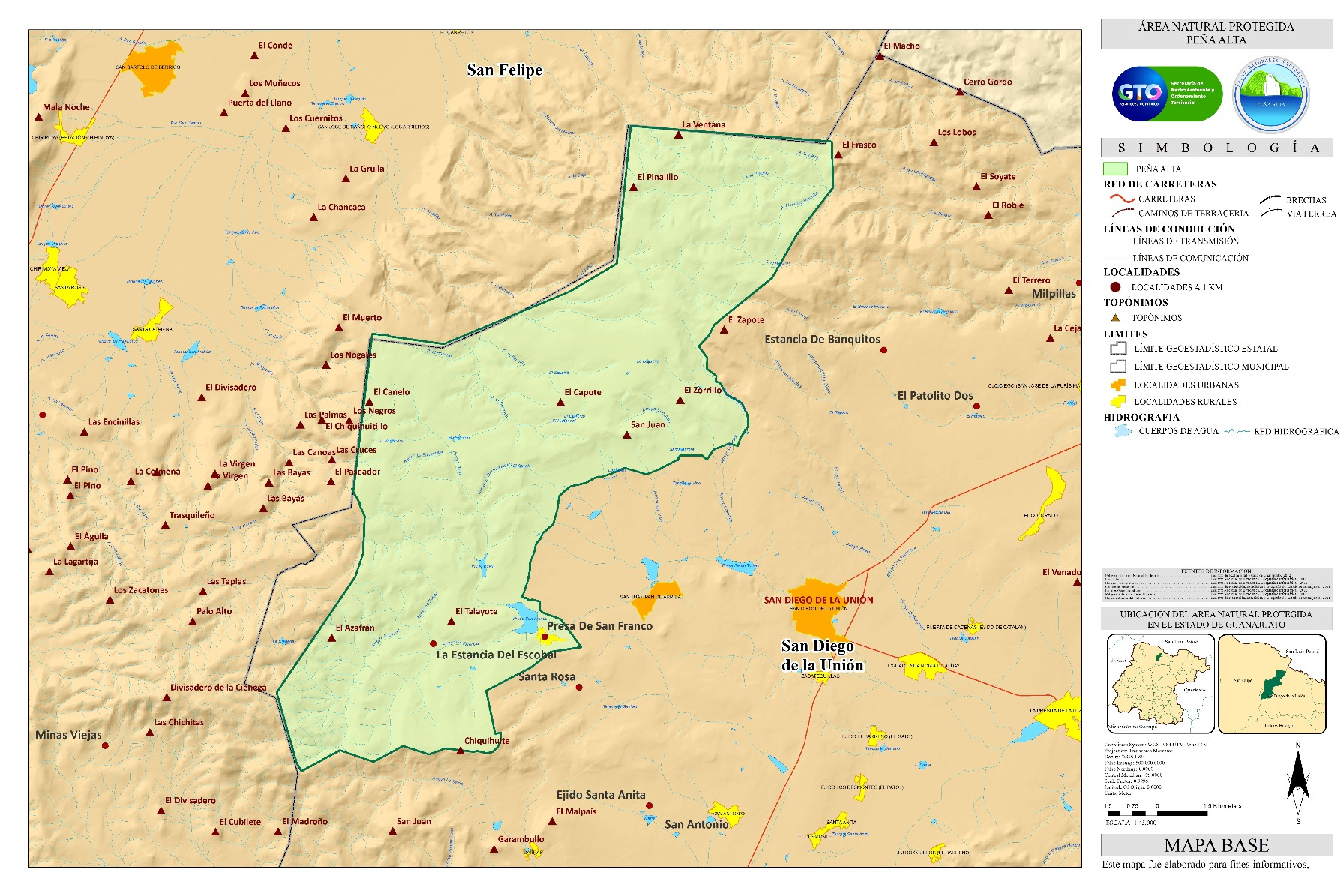
Mapa ANP Peña Alta

El tipo de vegetación presente en esta zona son los bosques de pino piñonero (Pinus cembroides), bosques de encino (Quercus spp.), matorral espinoso y matorral crasicaule.
Peña Alta es hábitat de animales silvestres como el venado de cola blanca (Odocoileus virginianus), cacomixtle Bassariscus astutus, el zorro gris (Urocyon cinereoargenteus), el mapache (Procyon lotor), el tejón (Taxidea taxus), el águila (Aquila chrysaetos), el halcón de cola roja (Buteo jamaicensis) y la codorniz (Colinus virginianus), entre otros.
Es una zona de clima templado, importante en la recarga del acuífero de la región y comprende dos presas en las que los habitantes realizan actividades de pesca.
El área está a cargo de la agrupación “Peña Alta, A.C.”, cuyos integrantes y habitantes del lugar realizan trabajos de reforestación, conservación de zonas boscosas, control del pastoreo, obras de conservación de suelo y agua, capacitación, reintroducción de fauna silvestre y acondicionamiento de servicios e instalaciones para actividades de ecoturismo (palapas, asadores, cabañas, senderos y zonas para acampar). También se dispone de equipo para realizar pesca deportiva y montar a caballo.